# Europese lork
De Europese lork of Europese lariks (Larix decidua) is een boom uit de dennenfamilie (Pinaceae). In Centraal-Europa komt de lork voor van de Alpen tot het westelijke deel van de Karpaten. Het is een conifeer met afvallende naalden die in Noord- en West-Europa vaak als sierboom wordt aangeplant. De hoogte van een volwassen boom is circa 40 m.

## Botanische beschrijving
De kroon is smal en kegelvormig. Als de boom ouder wordt, krijgt deze een meer afgeplatte top. De takken hebben dan de neiging te gaan hangen met opwaarts gebogen punten. De schors is grijsbruin en glad. Later komen er verticale groeven in te zitten.
De twijgen zijn bleekgeel of enigszins roze, lang en hangend. De knoppen zijn bruin, schubbig en harsachtig. De Europese lork heeft zachte naalden van 2-3 cm lang. Ze groeien in bosjes van twintig tot dertig aan korte loten. In maart zijn ze smaragdgroen, maar later worden ze donkerder. In de herfst verkleuren ze tot goudgeel en vallen af.
De mannelijke kegels zijn klein, rond en goudgeel. Deze zijn 0,5-1 cm lang. De vrouwelijke kegels zijn bleekrood tot rozerood en circa 1 cm lang. Bij rijping zijn het bruine, eivormige kegels met afgeronde schubben, en worden ze 2-4 × 2-3 cm groot.
Op de boom komt een heksenbezem voor. Een soms aanwezige zwam (Peziza willkommii) veroorzaakt vuistgrote gezwellen. Uit scheuren hiervan vloeit hars en in de schors zijn de sporendragers te zien in de vorm van vele kleine schoteltjes, die aan de buitenzijde wit en aan de binnenkant scharlakenrood zijn.

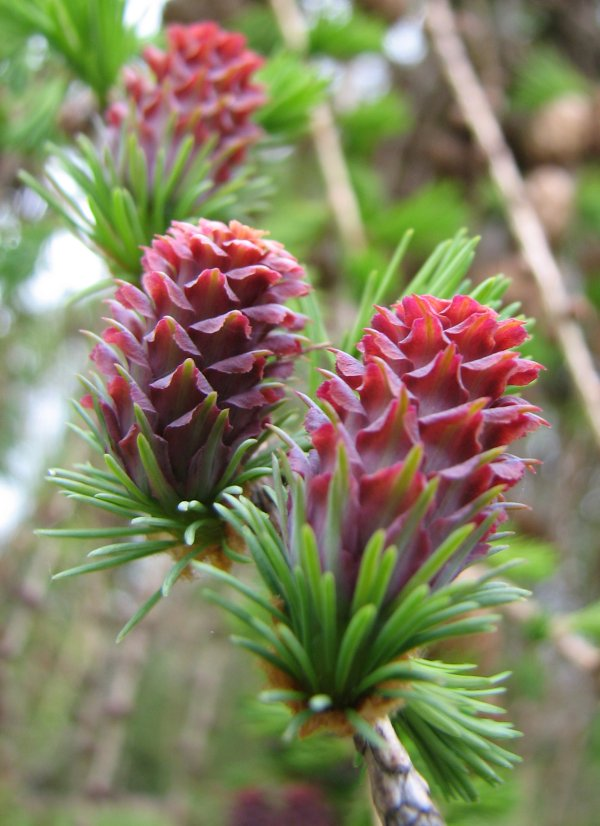
Jonge vrouwelijke kegels

## Toepassingen
Het hout van de Europese lork is sterk, duurzaam en harshoudend met geelachtig spinthout en roodbruin kernhout. Het hout wordt gebruikt voor schuttingen, poorten, vissersboten, trappen, enzovoort. Omdat de stam bijzonder recht is, leende de Europese lork zich vroeger prima om te dienen als heipaal voor funderingen en als telefoonpaal. De bast bevat tannine en uit het hout wordt ethanol gewonnen. In 2007 bestond 200 ha, dat is 0,1% van het Nederlandse bosareaal, uit Europese lork. De kathedraal van Chambéry rust op een woud van 30.000 in de grond geheide stammen van deze boom.
Uit de hars kan  Venetiaanse terpentijn worden gewonnen, een kostbare terpentijnsoort.
De rode vrouwelijke kegels worden verwerkt in meestal kleinschalig geproduceerde likeur (liqueur de fleurs de mélèze) en in gelei.

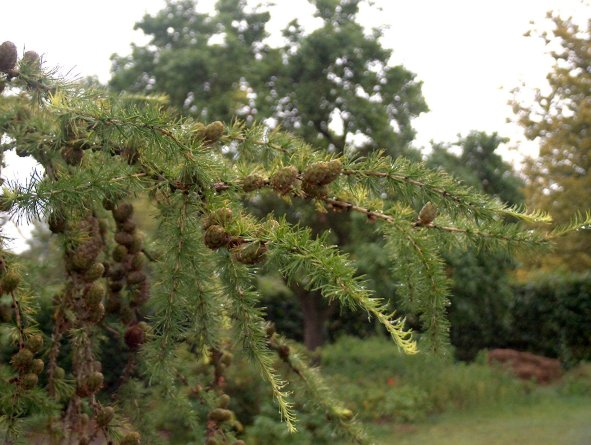
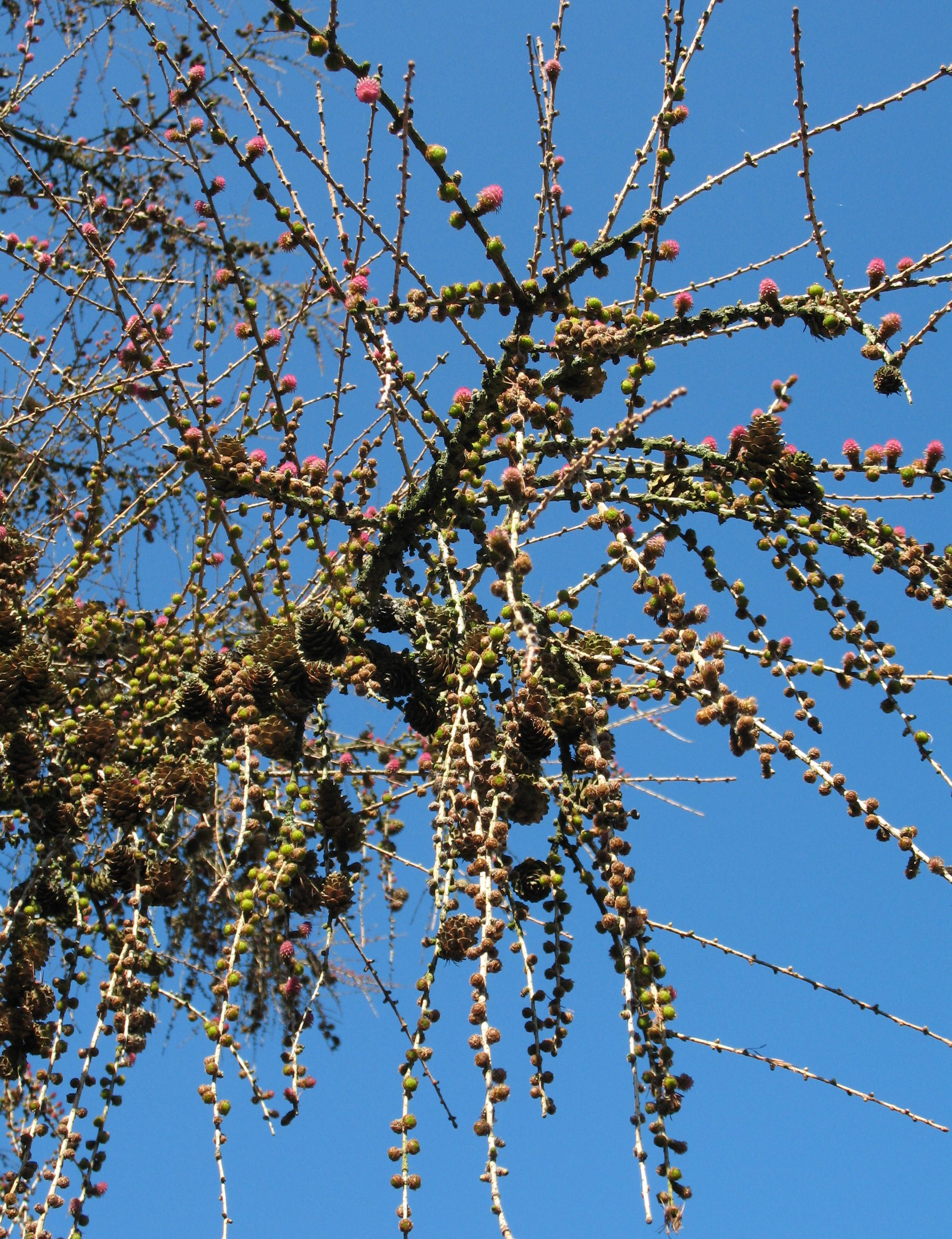
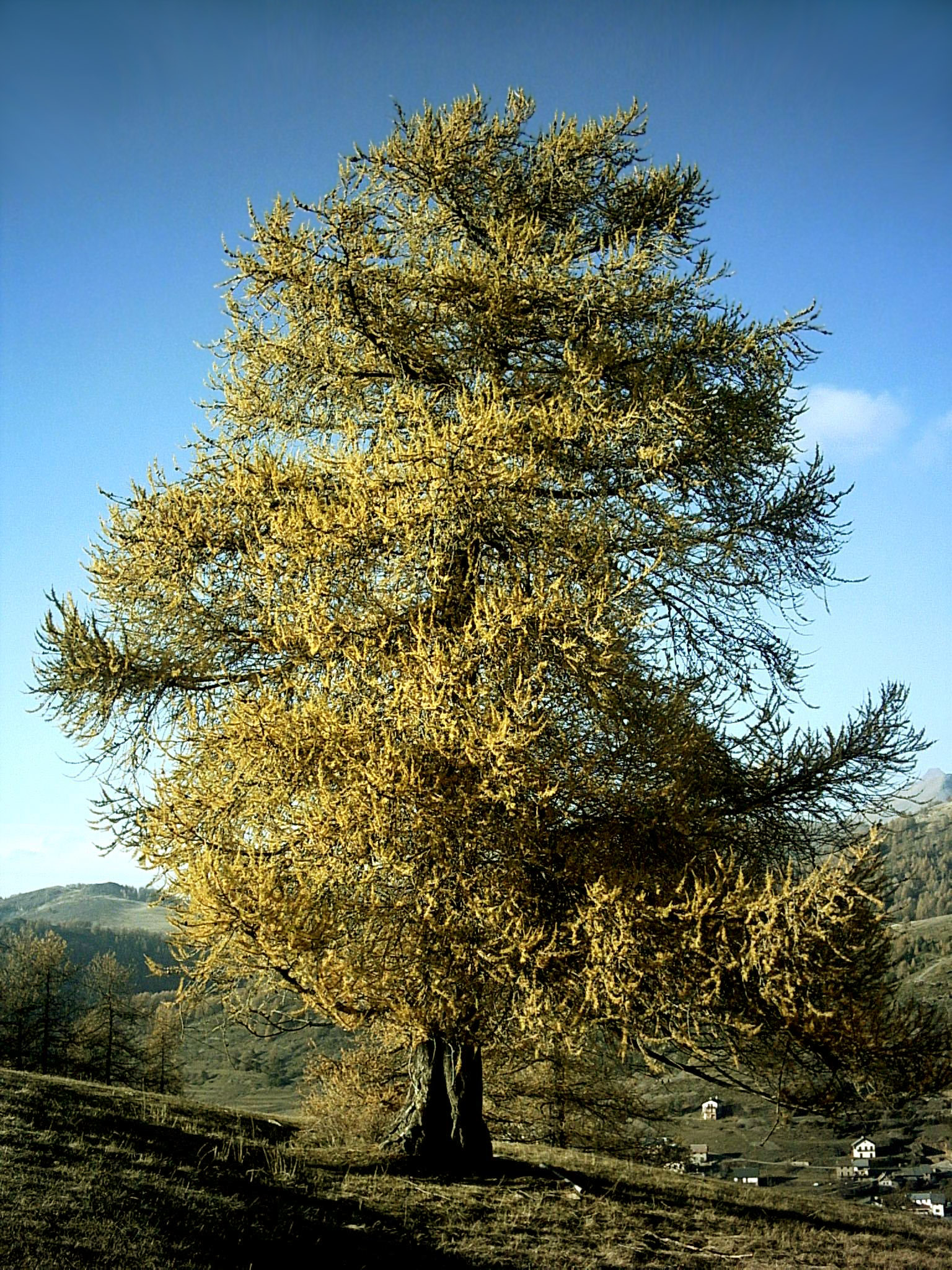
Herfsttooi
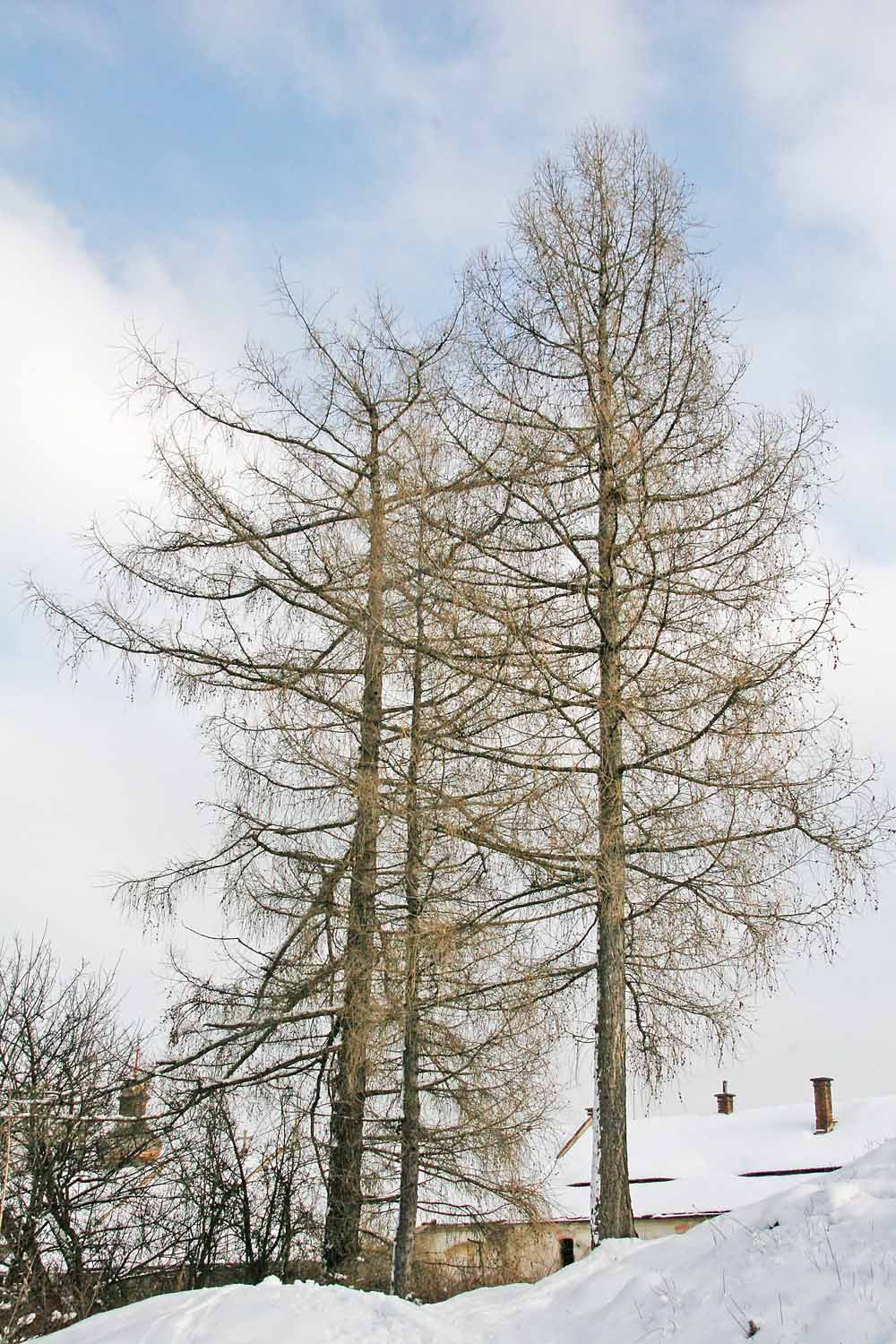
Winter
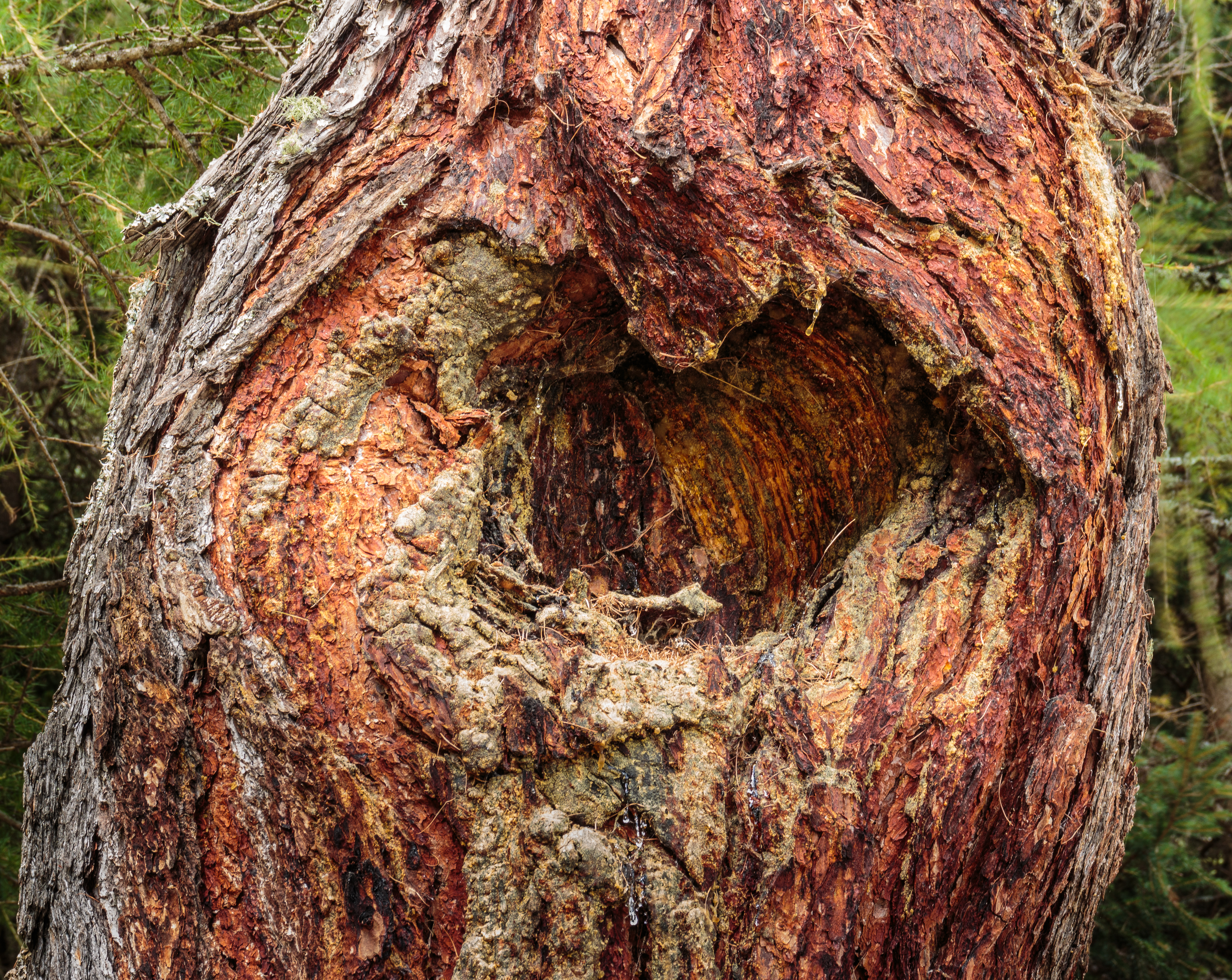
Wond door afgebroken tak.